# Iglesia de Jesús y María del Buen Viaje
La iglesia de Gesù e Maria del Buonviaggio es una iglesia de  Mesina, ubicado en viale della Libertà, en el tramo del paseo marítimo que alguna vez se llamó San Francesco di Paola.también se denomina popularmente "del Ringo" por el nombre del antiguo barrio en el que se encuentra; el topónimo Ringo, de hecho, deriva del francés "aranguer", ponerse en fila. En la antigüedad, los caballeros medievales se alineaban en el distrito y luego iban a las justas en el cercano distrito de Giostra.

## Historia
Anteriormente denominada de Santa María del Buonviaggio antes de que pasar a llamarse de Jesús y María del Buonviaggio al Ringo, fue construida por orden de un señor de Messina llamado Lorenzo Abbate entre finales del siglo XVI y principios del siglo XVII (aproximadamente entre 1598 y 1604). Se salvó de los catastróficos terremotos y fue restaurada parcialmente por el Ministerio de Bienes Culturales en 2009).

## Descripción
La fachada, de estilo barroco, está realzada a los lados del portal por las dos estatuas de Jesús y María. Antiguamente dichas estatuas sostenían lámparas de aceite, lo que también servía de referencia a los barcos de pesca que pululaban en el mar frente a la iglesia.conserva en su interior valiosas obras de arte, como el antiguo cuadro de la Virgen de Portosalvo, pintado por el conocido pintor Giovanni Simone Comandè.Giuseppe Grosso Cacopardo (1841). "Guida per la città di Messina" (en italiano). Messina. p. 143.

## Hermandad de Jesús y María
La Cofradía de Jesús y María  Junto con las cofradías del mismo nombre constituyó la Congregación de Jesús y María.

## Nota
1. ↑  Memorie de' pittori messinesi e degli esteri che in Messina fiorirono dal secolo XII. sino al secolo XIX. (en italiano). G. Pappalardo. 1821. p. 94. Consultado el 26 de agosto de 2023.
2. ↑  Giovanna Power (1842). Guida per la Sicilia opera di Giovanna Power (en italiano). Napoli. p. 28.
3. ↑  Giuseppe La Farina (1840). Messina ed i suoi monumenti (en italiano). Messina.